# Runrön
Runrön är en skriftserie ägnad runologiska studier, som ges ut av Institutionen för nordiska språk vid Uppsala  universitet. Flera avhandlingar, men också samlingsvolymer och konferensrapporter har utkommit i serien. 